# Jiří Vacek
Jiří Vacek (25. května 1931, Slaný – 27. dubna 2021) byl český mystik, spisovatel a překladatel duchovní literatury.
Působil jako učitel jógy, mystiky a nedvojné filozofie – advaity v Čechách i v zahraničí. Ve své praxi vycházel z učení Šrí Ramany Mahárišiho, tamilského mudrce z Arunáčaly. Je autorem encyklopedie z oblasti jógy a mystiky s názvem Řada nejvyšší jóga a mystika. Jeho články byly publikovány v mnoha časopisech tuzemských i zahraničních. Je též autorem mnoha CD a DVD s duchovní tematikou. Do českého jazyka přeložil díla z nejrůznějších oblastí duchovní literatury, především učení Ramany Mahárišiho, ale i mnoha dalších. Jako popularizátor jógy a mystiky značně ovlivnil současnou duchovní scénu.

## Životopis
Jiří Vacek se narodil v roce 1931 ve Slaném a o duchovní život se začal zajímat již v roce 1945. Jeho první knihou s duchovní tematikou byl Ohnivý keř čili odhalená cesta mystická od Karla Weinfurtera, podle kterého začal provádět mystická cvičení, především tzv. písmenková cvičení a soustředění na duchovní srdce.
Od počátku byl přitahován osobou Ramany Mahárišiho, duchovního učitele a mudrce z 19. až 20. století, jehož átmavičáru (stezku poznání sebe) od konce padesátých let i praktikoval. Jeho dalšími duchovními mistry, se kterými byl osobně v kontaktu, pak byli Jarka Kočí z Ostravy a Míla Tomášová.
Za komunistického režimu byl Jiří Vacek pro své duchovní zájmy vyslýchán Státní bezpečností a dokonce i odsouzen za narušování socialistického soužití a následně i několikrát vyhozen ze zaměstnání. Bez ohledu na to však již v té době šířil své práce a překlady a to ve formě samizdatů.
Po roce 1989 začal veřejně působit a vydávat překlady duchovních knih, především díla s naukou Ramany Mahárišiho, knihy pojednávající o nedvojném poznání – advaitě, ale i překlady děl z křesťanství či zenbuddhismu. Jeho vlastních praktických děl, která dosud vydal, je více než 100 a překladů více než 30.
Ve volném čase se věnoval veřejným meditacím.

## Tresť učení
| „            | Co je stezka? Stezka je odvrácení se od proměnlivých tvarů k jejich neměnnému základu, jenž je jejich zdrojem, odtažením pozornosti vědomí od pozorovaných objektů a její přivrácení k pozorovateli, k samému vědomí, čímž je dosaženo uvědomění a poznání naší pravé podstaty, Jáství jako čistého vědomí a zničena iluze tělem a myslí spoutané bytosti - ega. Tak je dosaženo úniku ze strastí světa a koloběhu zrodů, životů a smrtí v něm a obnovena přirozená a původní neomezená blaženost čistého bytí, odstraněn klam různosti a realizována jednota, což je nejvyšší pravda, Pán, život věčný i pravé štěstí. | “ |
| — Jiří Vacek | |   |

Duchovní nauka prezentovaná Jiřím Vackem vychází především z učení Ramany Mahárišiho. Stejně jako on učí Jiří Vacek, že základem duchovního života je nalezení naší pravé existence v sebe si vědomém vědomí neboli realizace (což je uvědomění) si našeho pravého Já. Nejjednodušším způsobem jak si naše pravé Já uvědomit je „stopa“ pozorovatele, jelikož k tomu, abychom mohli cokoliv pozorovat, musíme zde být my – vědomí, které vše pozoruje neboli si uvědomuje. Ve vědomí pozorovatele se neustále rozlišujeme od všech pozorovaných předmětů, kterými jsou naše tělo, výtvory naší mysli včetně našich citů a okolní svět. Současně si přímo a beze slov či myšlení uvědomujeme, že jsme nehmotným vědomím, které si tyto pozorované předměty uvědomuje. Tento nejpodstatnější prvek duchovní praxe můžeme a máme provádět neustále, a to i při všech běžných denních činnostech. Vědomím sebe si vědomého pozorovatele vnášíme do našeho každodenního života život božský, nerozdělujeme jej na světský a duchovní, a navíc naše činnosti v takovémto opření se o Boha provádíme lépe a kvalitněji. Tato praxe nám umožňuje realizovat i druhý nosný prvek duchovní praxe jímž je rozpouštění vásán, sklonů naší mysli zaměřených na naše tělo a do našeho od Boha odpadlého světa. Tuto praxi zaměřenou převážně na statický aspekt Skutečnosti doplnil Jiří Vacek o nedílný prvek, kterým je vnitřní pránajáma. Tato meditace zaměřená na božskou tvůrčí sílu doplňuje jeho nauku o praxi duchovního života tak, aby byly rozvíjeny současně oba aspekty Skutečnosti – statický i dynamický.

## Přehled díla
Vlastní práce Jiřího Vacka doposud tvoří přes 100 titulů s nejrůznějšími tématy z oblasti jógy a mystiky a k tomu se druží ještě přes 30 překladů z různých duchovních směrů. O jeho práci se často opírají i autoři jiných děl, např. Vojtěch Steiner v Dějinách jógy či editoři ruského vydání Hovorů s Ramanou Mahárišim a další.
Základní dílo J. Vacka tvoří knihy Základy jógy a mystiky, Královská jóga a Učebnice átmavičáry, kde jsou objasněny základní principy duchovního života.
Řada nejvyšší jóga a mystika objasňuje teorii a praxi nejrůznějších druhů jóg, jako je džňána jóga, bhakti jóga, karma jóga a další a tím nabízí celkový, syntetický pohled, a odkrývá zákonitosti, kterými se naše duchovní úsilí řídí.
V titulech jako je například Život božský nebo Chození s Bohem nalezne čtenář popis stavu sjednocení s Bohem a jeho podmínky, jejichž dodržování jej udrží. Obsahují i řadu praktických návodů a postupů, které tento stav prohlubují.
Kniha Život a učení Ramany Mahárišiho líčí život a nauku velkého duchovního učitele 19. až 20. století, Ramany Mahárišiho. V díle Kdo jsem já pak nalezneme Maharišiho učení přímé stezky. Třídílné Rozhovory s Ramanou Mahárišim zachycují rozhovory, které vedli s mudrcem význační spisovatelé a filosofové jako např. Paul Brunton, Jógananda, Evans Wentz, prof. S. Radhakrishnan, pozdější indický prezident i prostí tazatelé. V odpovědích Ramany Mahárišiho je zachycena moudrost a síla, které obrací pozornost tazatele zpět na samotný zdroj naší existence, na naše pravé Já. Bohatým zdrojem této literatury je Ramanašrám.
Překlady sanskrtských spisů seznamují čtenáře se základními díly nedvojné filozofie – advaity. Například Jóga Vašišta je v celé Indii považována za vrcholné dílo o józe vůbec. Je připisována védskému mudrci Válmíkimu a podává návod k dosažení nirvány formou rozmluvy mudrce a Rámy, božského avatára.
Díla z oblasti křesťanské mystiky jsou svým obsahem zaměřena na vnitřní význam křesťanství, jakožto základní principy všech pravých, vnitřních náboženství. Je zde podán podrobný výklad bible z hlediska vnitřního, duchovního života. Mimo jiné sem patří překlady významných děl křesťanských světců. Například Poutník vypráví o své cestě k Bohu je vyprávěním ruského pravoslavného poutníka z 19. století o tom, jak hledal nepřetržitou modlitbu Srdce, ke které nás nabízí Nový zákon. Nalezl ji v opakování Ježíšovy modlitby.
Ve svých pamětech pod názvem Jak jsem hledal Boha a nalezl sebe Jiří Vacek podrobně a rozsáhle líčí svůj životopis zahrnující oblasti jak „běžného“ tak i duchovního života.
Svými překlady Jiří Vacek objevil a zpřístupnil českému čtenáři takové duchovní mistry, jako je např. Svámí Ramdas, Nisargadatta Maharádž, Svámí Muktánanda, zenový mistr Hui-Hai, Sai Baba ze Širdí a další.
Audio CD a Video DVD obsahují autentické záznamy z promluv o duchovní praxi a ze společných meditací a seminářů.
Ve svých dílech se Jiří Vacek vyjadřuje i k současným společenským tématům, např. v knihách Odhalená tvář Němců, Vraždění po německu a souvisejících článcích.
Některé z autorových prací byly přeloženy do cizích jazyků jako například Džňána Gíta do německého, nizozemského a anglického. Některé anglické texty a články o meditaci a spirituální praxi byly zkompilovány v knize Handful of Gems.

### Dílo v českém jazyce (výběr)
- Řada nejvyšší jóga a mystika. Praha: vydáno vlastním nákladem, obsahuje:
  - Stezka síly - Šakti jóga. 1993
  - O meditaci a samádhi. Nauka o karmě a karma jóga. 1993
  - Džňána jóga - stezka poznání sama sebe. 1994
  - Mantra jóga. O mistrovství a žákovství. 1994
  - Stezka lásky k Bohu - Bhakti jóga. 1994
  - Filosofie stezky k nejvyšší Skutečnosti. 1995
  - Sexualita v józe a mystice. Tantra a tao jóga. 1995
  - Stezka k nejvyšší Skutečnosti. 1996
  - Dokonalá jóga /Souhrnná jóga/. 1996
  - Zkušenosti z duchovní praxe. 1997
  - Zázraky meditace. 1998 und 2003
  - O cestě k Bohu. 1999
  - Uzel vědomí a Věda sebe si vědomého vědomí. 1999
  - Kundaliní jóga. Duchovní léčení. Přímá stezka k vysvobození, 2001
- Základy jógy a mystiky. Praha: vydáno vlastním nákladem, 1995
- Učebnice átmavičáry. Praha: vydáno vlastním nákladem, 1995
- Královská jóga. Praha: vydáno vlastním nákladem, 1997
- Život božský. Praha: vydáno vlastním nákladem, 2000
- Chození s Bohem. Praha: vydáno vlastním nákladem, 2000
- Jak jsem hledal Boha a nalezl Sebe 1.-15. díl. Praha: vydáno vlastním nákladem, 2001-2010
- Vrcholy poznání. Praha: vydáno vlastním nákladem, 2002
- Život a učení Ramany Mahárišiho. Praha: vydáno vlastním nákladem, 2006
- Vysvobození. Praha: Krutina Jiří – Vacek, 2011. ISBN 978-80-87493-00-7
- Škola Ducha Svatého. Praha: Krutina Jiří – Vacek, 2011. ISBN 978-80-87493-04-5
- Ježíš Kristus a Ramana Maháriši. Praha: Krutina Jiří – Vacek, 2012. ISBN 978-80-87493-17-5
- Stezka světla. Praha: Krutina Jiří – Vacek, 2012. ISBN 978-80-87493-37-3
- Jeden Bůh, jedno náboženství. Praha: Krutina Jiří – Vacek, 2013. ISBN 978-80-87493-55-7
- Jednota člověka a Boha. Praha: Krutina Jiří – Vacek, 2013. ISBN 978-80-87493-58-8
- O věčném štěstí a blaženosti. Praha: Krutina Jiří – Vacek, 2013. ISBN 978-80-87493-63-2
- Odhalená tvář Němců. Praha: Krutina Jiří – Vacek, 2013. ISBN 978-80-87493-30-4
- Život v Duchu svatém. Praha: Krutina Jiří – Vacek, 2014. ISBN 978-80-87493-68-7
- Kdo je Bůh? Česká Třebová: Martin Tomeš – Přátelé Jiřího Vacka, 2015. ISBN 978-80-906179-1-9

### Překlady do českého jazyka (výběr)
- Rámagíta a Ribhugíta (Rama Gita, Ribhu Gita). Překlad z anglického jazyka a opatřeno poznámkami. Praha: vydáno vlastním nákladem ve spolupráci s nakladatelstvím Orfeus, 1992
- Sri Ramanasramam. Mahárišiho Evangelium (Maharshi's Gospel). Překlad z anglického jazyka. Praha: vydáno vlastním nákladem, 1993
- Sri Ramanasramam. Kdo jsem Já? (Who am I?) Překlad z anglického jazyka. Praha: vydáno vlastním nákladem, 1994
- Sri Ramanasramam. S Ramanou Mahárišim den za dnem (Day by Day with Bhagavan). Překlad z anglického jazyka. Praha: vydáno vlastním nákladem, 1996
- Humphreys, Frank H. Tak pravil Ramana Maháriši. Překlad z anglického jazyka. Praha: vydáno vlastním nákladem, 1997
- Godman, David. Rozhovory s Ramanou Mahárišim 1.-3. díl (Talks with Sri Ramana Maharshi). Překlad z anglického jazyka. Praha: vydáno vlastním nákladem, 1998
- Poutník vypráví o své cestě k Bohu (Откровенные рассказы странника духовному своему отцу). Překlad z anglického jazyka. Praha: vydáno vlastním nákladem ve spolupráci s nakladatelstvím Orfeus, 1993. ISBN 80-85522-30-6
- Jóga Vašišta (Yoga Vasistha). Překlad z anglického jazyka. Praha: vydáno vlastním nákladem, 1995
- Blofeld, John. Učení mistra zenu Hui Haie o náhlém osvícení (The Zen Teaching of Hui Hai on Sudden Illumination). Překlad z anglického jazyka. Praha: vydáno vlastním nákladem, 1999

### Dílo v anglickém jazyce
- Handful of Gems (Hrst drahokamů). Sestavil Martin Tomeš. Praha: Krutina Jiří – Vacek, 2013. ISBN 978-80-87493-53-3
- Jnana Gita (Džňána Gíta). Přeložil Martin Tomeš. Vydáno jako součást díla Handful of Gems (Hrst drahokamů). Praha: Krutina Jiří – Vacek, 2013. ISBN 978-80-87493-53-3
- Observation and concentration on observer (Pozorování a soustředění na pozorovatele). Přeložil Martin Tomeš. Praha: vydáno vlastním nákladem z řady Duchovní skripta, 2015

### Dílo v německém jazyce
- Jnana-Gita (Džňána gíta). Přeložil Jan Vomela. Praha: vydáno vlastním nákladem z řady Duchovní skripta, 2015

## Veřejné působení
- Vedení meditací v rámci ezoterických festivalů např. Spamoza (Žilina, 1993–1995), Miluj svůj život (Rokycany, 2001), Dych Zeme (Šamorín, 2006), Deň Zeme (Bratislava, 2007), Esoterika (Praha, 2007) a dalších
- Pořad Českého rozhlasu O vánocích a velikonocích (prosinec 1997)
- Pořady České televize Po stopách hledačů pravdy (1993) a Cesty víry (1999)
- Přednáška na Trnavské Univerzitě s názvem Človek, kultúra, mystika (duben 2008)

Praxi duchovního života učil Jiří Vacek na veřejných meditacích, které probíhaly v Praze, Brně, Olomouci a Hradci Králové či po celém Slovensku a na týdenních meditačních seminářích pořádaných v České i Slovenské republice.
Nyní probíhají veřejné meditace v duchu učení Jiřího Vacka v Praze či týdenní meditační semináře v České republice i nadále pod vedením jeho žáků.